# Colosseum

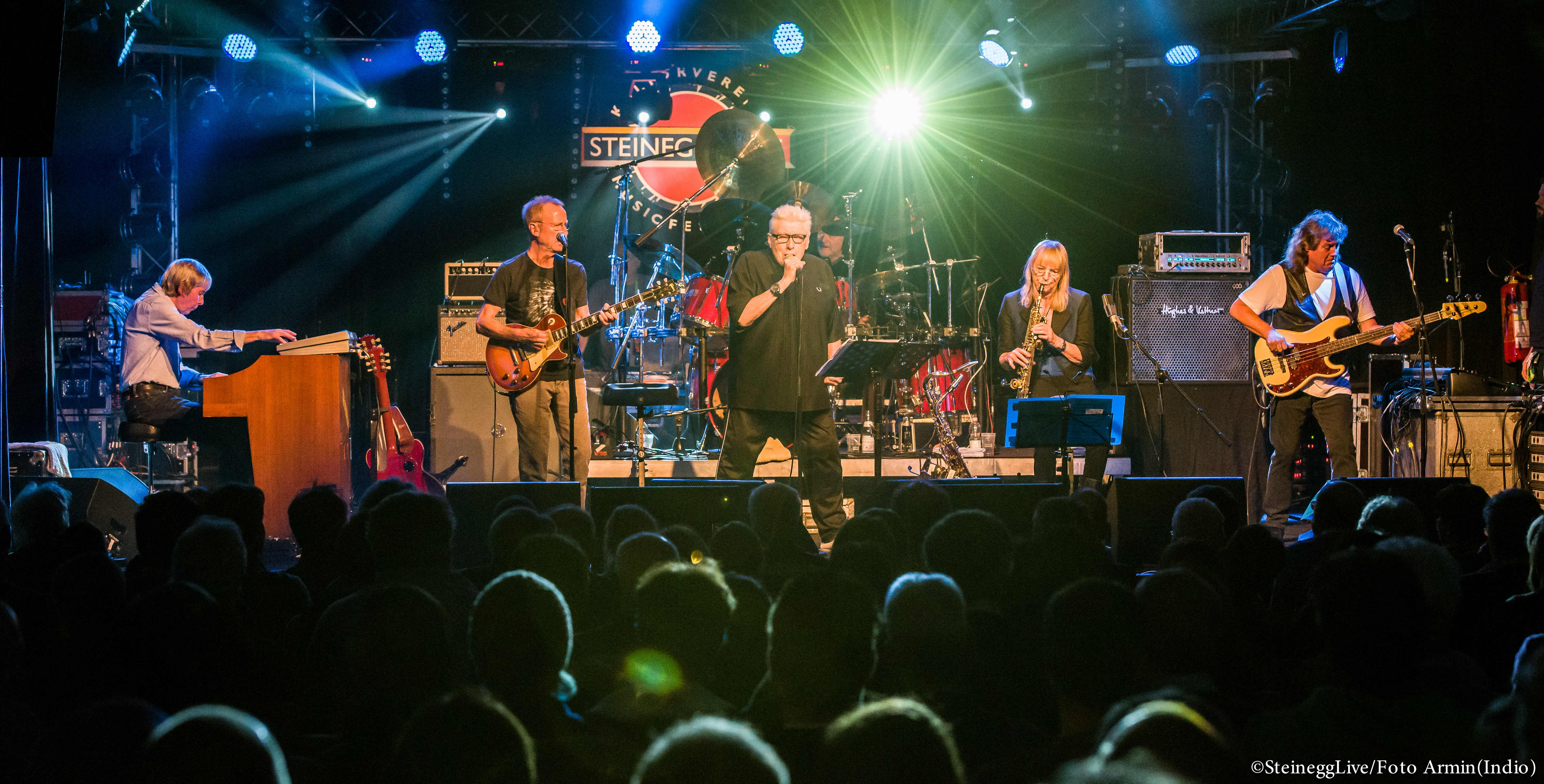
Colosseum live, Steinegg Live Festival 2014

I Colosseum sono un gruppo britannico di rock progressivo e jazz-rock formatosi a Londra nel 1968. Il loro progressive è ricco di elementi jazz e blues molto raffinati che, nel repertorio, trovano ampio spazio in lunghe suite di grande pregio.

## Storia

### Le origini
Il gruppo si formò a Londra nel 1968 sotto la guida di Jon Hiseman. Gli altri membri fondatori della band originaria sono Dick Heckstall-Smith, amico e collaboratore di Hiseman fin da quando suonavano insieme per Graham Bond, e Tony Reeves, in precedenza con i John Mayall's Bluesbreakers. Dave Greenslade, all'organo, fu inserito immediatamente dopo e la formazione fu completata da Jim Roche alla chitarra. Ma Roche registrò soltanto una traccia, prima di essere sostituito con James Litherland (chitarra e voce). Nella primissima formazione, ancora come gruppo live che performava nei clubs di Londra, si esibì con notevole successo un cantante italiano, Marco Monti, che successivamente emigrò negli Eccentrix.
I Colosseum fecero il loro debutto live a Newcastle upon Tyne e furono presto registrati da un DJ della BBC Radio 1, John Peel, per il suo programma radiofonico Top Gear. Questa apparizione valse loro una notevole esposizione con conseguenti lodi della critica.
Il primo album, Those Who Are About to Die Salute You, fu pubblicato dalla Fontana Records nel 1969. Il secondo album uscì sempre nel 1969 ed era intitolato Valentyne Suite, prima pubblicazione per la Vertigo Records, la prima etichetta dei pionieri dell'heavy metal, i Black Sabbath. La Vertigo Records era un ramo della Philips, creato per ingaggiare e far sviluppare artisti che non venivano ritenuti idonei al marchio principale della Philips Records.
Per la registrazione di The Grass Is Greener, il terzo album, Clem Clempson sostituì James Litherland: l'album fu pubblicato nel 1970 ma solo per gli Stati Uniti. Fu poi la volta di Louis Cennamo a sostituire Tony Reeves al basso, ma a sua volta fu sostituito da Mark Clarke nel giro di un mese, e Hiseman ingaggiò il cantante Chris Farlowe per permettere a Clempson di concentrarsi sulla chitarra. Questo è quello che viene considerato il line-up definitivo dei Colosseum, che in parte aveva già registrato l'album Daughter of Time nel 1970.
Nel marzo 1971 la band registrò i suoi concerti al Big Apple di Brighton e alla Manchester University. Hiseman rimase impressionato dall'atmosfera dell'esibizione di Manchester e la band vi tornò cinque giorni dopo per un concerto gratuito, che fu anch'esso registrato. Tutte queste registrazioni vennero poi pubblicate in un doppio album dal vivo nel 1971, con il titolo di Colosseum Live.
La band si sciolse pochi mesi dopo, nell'autunno del 1971.

### Interim e reunion
Pochi mesi dopo lo scioglimento, Jon Hiseman fondò con l'inseparabile bassista Mark Clarke gli storici Tempest, che dureranno fino al 1975. Dave Greenslade invece formò i Greenslade con Tony Reeves; Clem Clempson si unì agli Humble Pie; Chris Farlowe si unì agli Atomic Rooster e infine Dick Heckstall-Smith avviò una carriera da solista.
Nel 1975 Hiseman, sempre affiancato da Mark Clarke, riformò la band con il nome di Colosseum II, con un orientamento maggiormente rivolto alle sonorità jazz-fusion rock e una nuova formazione, composta dal chitarrista Gary Moore e dal tastierista Don Airey. I Colosseum II pubblicarono quattro album prima di sciogliersi a loro volta nel 1978.
Il gruppo tornò a riunirsi nel 1994 in occasione della registrazione di un doppio album e DVD dal vivo a Colonia (Germania), con la stessa formazione presente nel terzo album americano The Grass Is Greener del 1970. Vennero ripubblicate anche versioni estese di Valentyne Suite e del Colosseum Live, nonché diverse compilation.
La moglie di Hiseman, la sassofonista Barbara Thompson, si unì occasionalmente alla band dopo la morte di Dick Heckstall-Smith nel 2004, ed è divenuta componente fissa della formazione fino al 2022, anno della sua morte. Nel 2014 viene annunciata l'uscita di "Time on our side", sesto album della band dopo la reunion.

## Stile musicale
Strumentisti nella Graham Bond Organization e nella Blues Band Incorporated di Alexis Korner, il batterista Jon Hiseman e il sassofonista Dick Heckstall-Smith, fondatori dei Colosseum, provenivano dalle radici del British blues, scena alla quale la nuova formazione avrebbe fatto costante riferimento come colonna portante musicale. Ma ben presto il blues della loro matrice originaria fu arricchito anche da elementi jazz, spunti rock, influssi folk e da tratti di musica classicheggiante ritrovabile in alcuni passaggi organistici tanto che il gruppo è catalogato nel filone del rock progressivo ed è portatore in taluni casi di sonorità barocche.

## Formazioni

### Formazione attuale
- Chris Farlowe – voce (1970-1971, dal 2016)
- Clem Clempson – chitarra, voce (dal 1969)
- Nick Steed - tastiera (dal 2014)
- Mark Clarke – basso, voce (dal 1970)
- Kim Nishikawara - sassofono (dal 2012)
- Malcolm Mortimore - batteria (dal 2018)

### Ex componenti
- Jon Hiseman – batteria (fondatore)
- Dick Heckstall-Smith – sassofono (fondatore, morì nel 2004 sostituito da Thompson)
- Tony Reeves – basso (fondatore, sostituito da Cennamo) (nato Anthony Reeves, 18 Aprile 1943, a Lee Green, Londra)
- Dave Greenslade – organo, voce (1968-1971; 1994-2010)
- Jim Roche – chitarra (prima formazione, solo una traccia sul primo album (sostituito da Litherland)
- James Litherland – chitarra, voce (sostituito da Clempson)
- Louis Cennamo – basso (giugno 1970, sostituito da Clarke durante le registrazioni di Daughter of Time)
- Barbara Thompson – sassofono (2004–2015; morì nel 2022)

## Discografia

### Album in studio
- 1969 – Those Who Are About to Die Salute You
- 1969 – Valentyne Suite
- 1970 – The Grass Is Greener
- 1970 – Daughter of Time
- 1997 – Bread and Circuses
- 2003 – Tomorrow's Blues
- 2014 – Time On Our Side
- 2022 – Restoration
- 2025 – XI

### Album dal vivo
- 1971 – Colosseum Live
- 1994 – Colosseum LiveS - The Reunion Concerts (registrato nel 1994)
- 2003 – The Complete Reunion Concert (registrato nel 1994)
- 2007 – Live05
- 2007 – Theme For A Reunion (registrato nel 1994)

#### Bootleg
- 1991 – Valentyne Live (registrato nel 1969)
- 2015 – Live At The Boston Tea Party, August 1969 (registrato tra il 1969 e il 1971)

### EP
- 2001 - The Kettle

### Singoli
- 1969 – Walking In The Park / Those About To Die, Salute You
- 1969 – Walking In The Park / The Road She Walked Before
- 1969 – The Kettle / Plenty Hard Luck
- 1971 – The Daughter Of Time / Bring Out Your Dead
- 1997 – Bread & Circuses (maxi)

### Raccolte
- 1971 – The Collectors Colosseum
- 1986 – Epitaph
- 1989 – Milestones
- 1990 – Night Riding
- 1991 – The Time Machine
- 1995 – The Ides Of March
- 2000 – Best – Walking In The Park
- 2004 – An Introduction To...

#### Cofanetti
- 2009 – Morituri Te Salutant (4 CD)

#### DVD-audio
- 2002 – The Best Of

## Videografia
- 2002 – Complete Reunion Concert 1994